# Lijst van voetbalinterlands Andorra - Tsjechië
Deze lijst van voetbalinterlands is een overzicht van alle officiële voetbalwedstrijden tussen de nationale teams van Andorra en Tsjechië. De landen hebben tot op heden twee keer tegen elkaar gespeeld. De eerste ontmoeting, een kwalificatiewedstrijd voor het Wereldkampioenschap voetbal 2006, was in Andorra la Vella op 30 maart 2005. Het laatste duel, de returnwedstrijd in dezelfde kwalificatiereeks, vond plaats op 4 juni 2005 in Liberec.

## Wedstrijden
| № | Plaats           | Datum         | Competitie           | Wedstrijd          | Uitslag |
| - | ---------------- | ------------- | -------------------- | ------------------ | ------- |
| 1 | Andorra la Vella | 30 maart 2005 | WK 2006 kwalificatie | Andorra − Tsjechië | 0 − 4   |
| 2 | Liberec          | 4 juni 2005   | WK 2006 kwalificatie | Tsjechië − Andorra | 8 − 1   |

## Samenvatting
| Competitie      | Totaal gespeeld | Winst Andorra | Gelijk | Winst Tsjechië | Doelsaldo Andorra – Tsjechië |
| --------------- | --------------- | ------------- | ------ | -------------- | ---------------------------- |
| WK-kwalificatie | 2               | 0             | 0      | 2              | 1 − 12                       |
| Totaal          | 2               | 0             | 0      | 2              | 1 − 12                       |

Wedstrijden bepaald door strafschoppen worden, in lijn met de FIFA, als een gelijkspel gerekend.

## Details

### Eerste ontmoeting
| WK 2006 kwalificatie (Andorra la Vella, Andorra, 30 maart 2005): |       |                                                                                             |
| Andorra                                                          | 0 – 4 | Tsjechië                                                                                    |
|                                                                  | goals | 31' (pen.) Marek Jankulovski 40' Milan Baroš 53' Vratislav Lokvenc 90' (pen.) Tomáš Rosický |

### Tweede ontmoeting
| WK 2006 kwalificatie (Liberec, Tsjechië, 4 juni 2005): |       |                |
| Tsjechië | 8 – 1 | Andorra        |
| Vratislav Lokvenc 12' Jan Koller 29' Vladimír Šmicer 38' Tomáš Galásek 52' (pen.) Milan Baroš 80' Tomáš Rosický 85' (pen.) Jan Polák 87' Vratislav Lokvenc 90+2' | goals | 35' Gabi Riera |
| - Debuut van Xavi Andorrà (FC Andorra) voor Andorra. |       |                |

FAF · A-internationals · Statistieken · Bondscoaches · Andorrees vrouwenelftal · Andorra U21 · Andorra U20 · Andorra U19 · Andorra U18 · Andorra U17 · Andorra U16
1990 – 1999 · 2000 – 2009 · 2010 – 2019 · 2020 − 2029
1996 · 1997 · 1998 · 1999 · 2000 · 2001 · 2002 · 2003 · 2004 · 2005 · 2006 · 2007 · 2008 · 2009 · 2010 · 2011 · 2012 · 2013 · 2014 · 2015 · 2016 · 2017 · 2018 · 2019 · 2020 · 2021 · 2022 · 2023 · 2024
Albanië ·
Armenië ·
Azerbeidzjan ·
België ·
Bolivia ·
Bosnië en Herzegovina ·
Brazilië ·
Bulgarije ·
China ·
Cyprus ·
Engeland ·
Equatoriaal-Guinea ·
Estland ·
Faeröer ·
Finland ·
Frankrijk ·
Gabon ·
Georgië ·
Gibraltar ·
Grenada ·
Hongarije ·
Ierland ·
IJsland ·
Indonesië ·
Israël ·
Kaapverdië ·
Kazachstan ·
Kosovo ·
Kroatië ·
Letland ·
Liechtenstein ·
Litouwen ·
Malta ·
Moldavië ·
Nederland ·
Noord-Ierland ·
Noord-Macedonië ·
Oekraïne ·
Oostenrijk ·
Polen ·
Portugal ·
Qatar ·
Roemenië ·
Rusland ·
Saint Kitts en Nevis ·
San Marino ·
Slowakije ·
Spanje ·
Tsjechië ·
Turkije ·
Verenigde Arabische Emiraten ·
Wales ·
Wit-Rusland ·
Zuid-Afrika ·
Zwitserland
FAČR · A-internationals · Bondscoaches · Selecties · Statistieken · Tsjechisch vrouwenelftal · Olympisch elftal · Tsjechië U21 · Tsjechië U20 · Tsjechië U19 · Tsjechië U18 · Tsjechië U17 · Tsjechië U16
EK 1996 · 
EK 2000 · 
EK 2004 · 
EK 2008 · 
EK 2012 · 
EK 2016 · 
EK 2020
WK 1998 · 
WK 2002 · 
WK 2006 · 
WK 2010 · 
WK 2014 · 
WK 2018 · 
WK 2022
OS 2000
1906 · 1907 · 1908 · 1909 – 1938 · 1939 · 1940 – 1993 · 1994 · 1995 · 1996 · 1997 · 1998 · 1999 · 2000 · 2001 · 2002 · 2003 · 2004 · 2005 · 2006 · 2007 · 2008 · 2009 · 2010 · 2011 · 2012 · 2013 · 2014 · 2015 · 2016 · 2017 · 2018 · 2019 · 2020 · 2021
Albanië ·
Andorra ·
Armenië ·
Australië ·
Azerbeidzjan ·
België ·
Bosnië en Herzegovina ·
Brazilië ·
Bulgarije ·
Canada ·
China ·
Costa Rica ·
Cyprus ·
Denemarken ·
Duitsland ·
Engeland ·
Estland ·
Faeröer ·
Finland ·
Frankrijk ·
Georgië ·
Ghana ·
Griekenland ·
Hongarije ·
Ierland ·
IJsland ·
Israël ·
Italië ·
Japan ·
Joegoslavië ·
Kazachstan ·
Koeweit ·
Kosovo ·
Kroatië ·
Letland ·
Libanon ·
Liechtenstein ·
Litouwen ·
Luxemburg ·
Malta ·
Marokko ·
Mexico ·
Moldavië ·
Montenegro ·
Nederland ·
Nigeria ·
Noord-Ierland ·
Noord-Macedonië ·
Noorwegen ·
Oekraïne ·
Oostenrijk ·
Paraguay ·
Peru ·
Polen ·
Portugal ·
Qatar ·
Roemenië ·
Rusland ·
San Marino ·
Saoedi-Arabië ·
Schotland ·
Servië ·
Slovenië ·
Slowakije ·
Spanje ·
Trinidad en Tobago ·
Turkije ·
Uruguay ·
Verenigde Arabische Emiraten ·
Verenigde Staten ·
Wales ·
Wit-Rusland ·
Zuid-Afrika ·
Zuid-Korea ·
Zweden ·
Zwitserland
Denemarken (2021) · 
Duitsland (1996, 2) · 
Engeland (2021) · 
Ghana (2006) · 
Griekenland (2012) · 
Italië (2006) · 
Kroatië (2016) · 
Kroatië (2021) · 
Nederland (2021) · 
Polen (2012) · 
Portugal (2008) · 
Portugal (2012) · 
Rusland (2012) · 
Schotland (2021) · 
Spanje (2016) · 
Turkije (2008) · 
Verenigde Staten (2006) ·
Zwitserland (2008)